# Wish 143
Wish 143 är en brittisk kortfilm. Den är ungefär 24 minuter och skrevs av Tom Bidwell. Den regisserades av Ian Barnes som också producerade tillsammans med Samantha Waite.

## Handling
David är en 15-årig pojke som är och kroniskt sjuk och döende. En välgörenhetsorganisation som heter Dreamscape Charity lovar att uppfylla en önskan. Han önskar då att få hjälp att förloar sin svendom innan han dör.

## Nomineringar
Filmen är Oscarnominerad till den 83:e upplagan 2011.